# クロスカヴァー・ソングショー
『クロスカヴァー・ソングショー』は、歌謡ポップスチャンネルで2015年5月6日から2021年12月22日まで放送された音楽番組。

## 番組概要
- 二組のアーティストが出演。自身の持ち曲と、共演者の持ち歌を交換して歌う。基本的にアコースティックバージョンに編曲した演奏に合わせて歌うスタイルである。2週に分け奇数回を「前編」、偶数回を「後編」として放送。

## 出演アーティスト
- #1・#2 堀内孝雄×柏原芳恵
- #3・#4 菅原進（ビリー・バンバン）×藤田恵美
- #5・#6 南佳孝×尾崎亜美
- #7・#8 庄野真代×桑野信義
- #9・#10 渡辺真知子×中西圭三
- #11・#12 つのだ☆ひろ×堀江淳
- #13・#14 杉山清貴×辛島美登里
- #15・#16 ジュディ・オング×鈴木康博
- #17・#18 石野真子×中沢けんじ
- #19・#20 ばんばひろふみ×岸田敏志
- #21・#22 五十嵐浩晃×池田聡
- #23・#24 晃（元フィンガー5）×葛城ユキ
- #25・#26 因幡晃×相田翔子
- #27・#28 田中昌之（元クリスタルキング）×麻倉未稀